# Casinaria buddha
Casinaria buddha là một loài tò vò trong họ Ichneumonidae.